# Hiriyalu, Arsikere
Hiriyalu là một làng thuộc tehsil Arsikere, huyện Hassan, bang Karnataka, Ấn Độ.